# GEDCOM

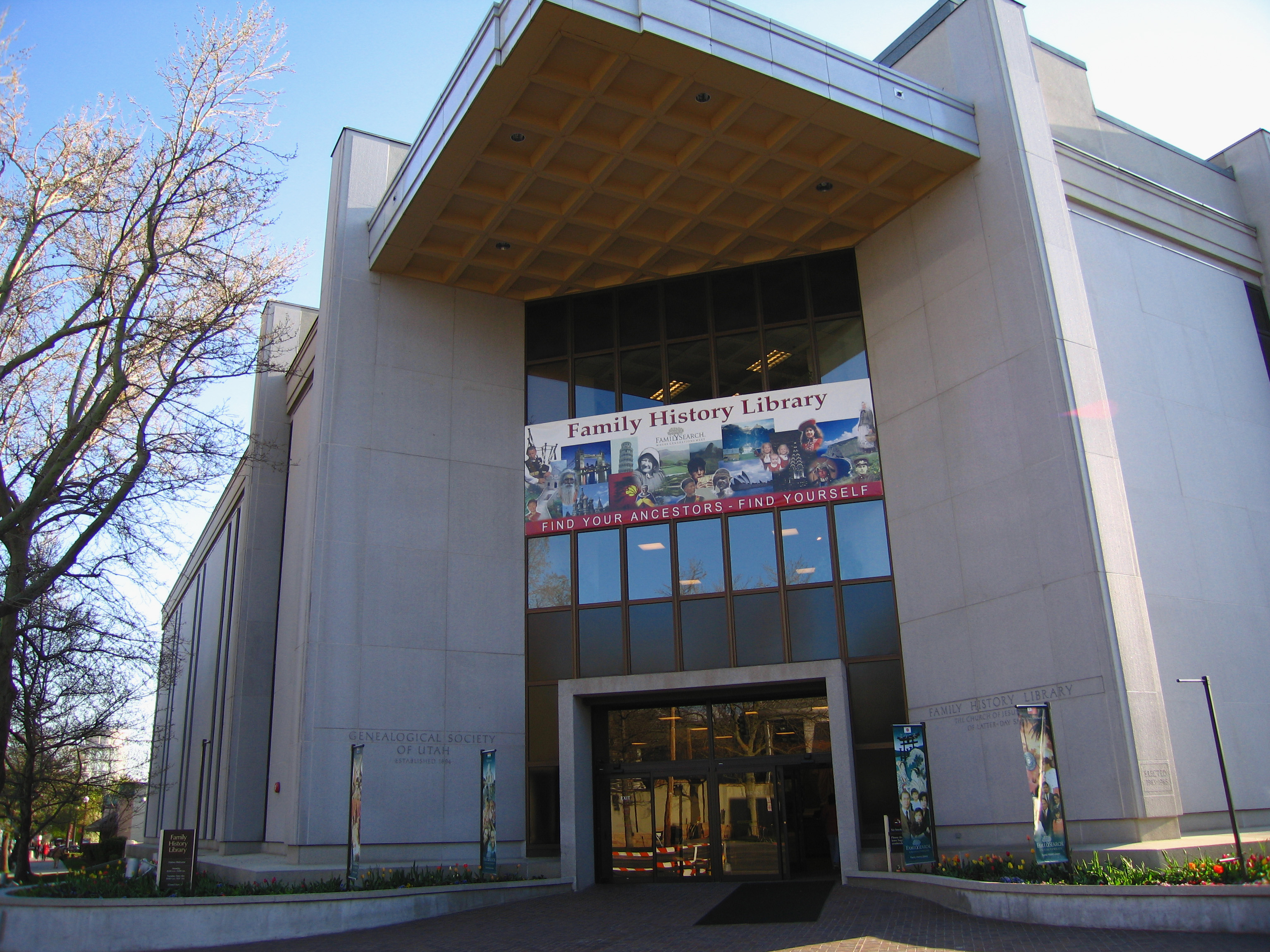
FamilySearch Library van de mormonen in Utah

De benaming GEDCOM is een acroniem voor GEnealogische Data COMmunicatie die wordt gebruikt voor een speciaal tekstformaat dat is ontwikkeld door De Kerk van Jezus Christus van de Heiligen der Laatste Dagen. Dit formaat is bedoeld als standaard voor communicatie tussen de Kerk en personen die genealogische data aanleveren. Het GEDCOM-formaat heeft zich nu ontwikkeld tot de facto standaard voor gegevensuitwisseling tussen de meeste genealogische programma's en systemen.
Een GEDCOM-bestand is makkelijk toegankelijk, omdat het bestaat uit platte tekst en dus met elke teksteditor te bewerken is.

## Versie
- Begin 2002 verscheen een GEDCOM-versie in XML.
- In 2021 introduceert FamilySearch[1] GEDCOM versie 7.[2]

## Opbouw
Een GEDCOM-bestand bestaat uit drie delen: als eerste een kop, vervolgens informatie over individuen en tot slot informatie over relaties. De opbouw van een GEDCOM-bestand is het beste te beschrijven door middel van een voorbeeld. Hierin zullen de meest gebruikte onderdelen aan bod komen.
Stel dhr. Jansen is in bezit van de volgende gegevens :
| Veld        | Details                             |
| ----------- | ----------------------------------- |
| Naam        | Johannes Martinus Jansen            |
| Geboren     | 11 mei 1865 te Amsterdam            |
| Beroep      | kapper                              |
| Religie     | rooms-Katholiek                     |
| Overleden   | 27 oktober 1930 te Delft            |
| Getrouwd op | 1 november 1887 te Amsterdam met... |
| Naam        | Alida Huberta Smit                  |
| Geboren     | 13 april 1867 te Amsterdam          |
| Beroep      | vroedvrouw                          |
| Religie     | rooms-Katholiek                     |
| Overleden   | 6 juni 1940 te Delft                |

Als bovenstaande gegevens worden ingevuld in een genealogisch programma dat GEDCOM ondersteunt, zal de gedcom-codering van deze gegevens er als volgt uitzien:
Eerst komt de kop van de gedcom, hierin staat informatie over het bestand zelf, wie het bestand gemaakt heeft, met welk doel, wanneer het aangemaakt is, etc.:
```
0 HEAD
1 SOUR reünie
2 VERS V4.0
2 CORP geen
1 DEST reünie
1 DATE 19 APR 1997
1 FILE eigen database
1 GEDC
2 VERS 5.1
1 CHAR Macintosh
```

Dan volgt een gedeelte over personen.
Het gedeelte hieronder bevat de gegevens van de eerste persoon / individu.
```
0 @I1@ INDI
1 NAME Johannes Martinus /Jansen/
1 SEX M
1 BIRT
2 DATE 11 MAY 1865
2 PLAC Amsterdam
1 DEAT
2 DATE 27 OCT 1930
2 PLAC Delft
1 OCCU kapper
1 RELI rooms-Katholiek
1 FAMS @F1@
```

Het gedeelte hieronder bevat de gegevens van de tweede persoon / individu.
```
0@I2@INDI

1 NAME Alida Huberta/Smit
1 SEX F
1 BIRT
2 DATE 13 APR 1867
2 PLAC Amsterdam
1 DEAT
2 DATE 6 JUN 1940
2 PLAC Delft
1 OCCU vroedvrouw
1 RELI rooms-Katholiek
1 FAMS @F1@
```

Tot slot een gedeelte over relaties.
Het volgende gedeelte koppelt de twee personen aan elkaar als behorende bij één gezin.
```
0 @F1@ FAM
1 HUSB @I1@
1 WIFE @I2@
```

Het gedeelte hieronder bevat de gegevens van het huwelijk.
```
1 MARR
2 DATE 1 NOV 1887
2 PLAC Amsterdam
```

Het laatste stuk geeft het einde van het bestand aan.
```
0 TRLR
```

De eerste zes tekens van elke regel, de zogenaamde tags, zijn een vaststaand onderdeel van de gedcom, altijd in het Engels. De informatie erachter is datgene wat door de gebruiker van het programma is ingevuld in de desbetreffende velden.
Aangezien het gedcom-formaat een standaard is, kunnen op deze manier genealogische gegevens eenvoudig tussen onderzoekers uitgewisseld worden, zelfs als zij verschillende genealogieprogramma's op hun computer hebben. Gezien de kleine omvang van gedcom-bestanden zijn makkelijk te e-mailen.